# ریکاردو مگیورینی
ریکاردو مگیورینی (ایتالیایی: Riccardo Meggiorini؛ زادهٔ ۴ سپتامبر ۱۹۸۵) بازیکن فوتبال اهل ایتالیا است که در پست مهاجم برای باشگاه فوتبال کیه‌وو ورونا بازی می‌کند.
از باشگاه‌هایی که در آن بازی کرده‌است می‌توان به باشگاه فوتبال هلاس ورونا، باشگاه فوتبال اینتر میلان، باشگاه فوتبال اسپتزیا، باشگاه فوتبال بولونیا، باشگاه فوتبال چیتادلا، باشگاه فوتبال باری، باشگاه فوتبال نووارا، باشگاه فوتبال جنوآ و باشگاه فوتبال تورینو اشاره کرد.
وی همچنین در تیم‌های ملی فوتبال زیر ۱۹ سال ایتالیا و زیر ۲۰ سال ایتالیا بازی کرده‌است.